# Xã Clark, Michigan
Xã Clark (tiếng Anh: Clark Township) là một xã thuộc quận Mackinac, tiểu bang Michigan, Hoa Kỳ. Năm 2010, dân số của xã này là 2.056 người.